# Rudolf Christoph Eucken
Rudolf Christoph Eucken (Aurich, 5 de enero de 1846-Jena, 15 de septiembre de 1926) fue un escritor y filósofo alemán, premio Nobel de Literatura en 1908.

## Biografía
Estudió en las universidades de Gotinga y Berlín. Después de trabajar cinco años como maestro en una escuela, en 1871 fue nombrado profesor de filosofía de la Universidad de Basilea (Suiza), donde permaneció hasta 1874, año en que fue nombrado profesor de la Universidad de Jena (Alemania), lugar en el que permanecería hasta su jubilación en 1920. En 1911 explicó filosofía en Inglaterra y entre 1912 y 1913 en la Universidad Harvard. 
En su doctrina se mostró idealista: el alma de su sistema fue la vida espiritual, cuya manifestación absoluta es Dios. El individuo alcanza la vida espiritual por el vencimiento de las fuerzas oponentes del mal y revive el pasado en el presente, tomando libremente de aquel todo lo que puede serle útil en la lucha. Eucken llamó «activismo ético» a esta vida espiritual activa, no contemplativa. 
Junto con William James, Henri Bergson y otros pensadores de su tiempo, declaró la guerra al «intelectualismo». Su filosofía fue una interpretación de la vida como un todo, en que la religión desempeña un papel predominante, aunque nunca menospreció el trabajo intelectual y lógico.

## Obras
Fue un escritor prolífico. Entre sus obras más conocidas se encuentran:
- Die Methode der Aristotelischen Forschung (1872) (El método de la investigación aristotélica)
- Die Lebensanschauungen der grosser Denker (1890) (El problema de la vida humana visto por los grandes pensadores)
- Der Kampf um einen geistigen Lebensinhalt (1896) (Lucha por el contenido espiritual de la vida)
- Der Wahrheitsgehalt der Religion (1901) (La verdad de la religión)
- Grundlinien einer neuen Lebensanschauung (1907) (Líneas fundamentales de una nueva concepción de la vida)
- Der Sinn und Wert des Lebens (1908) (Sentido y valor de la vida)
- Geistesleben (1909) (La vida del espíritu)
- Können wir noch Christen sein? (1911) (¿Podemos ser cristianos todavía?).
- Present Day Ethics in their Relation to the Spiritual Life (1913) (La ética actual en relación con la vida espiritual)
- Der Sozialismus und seine Lebensgestaltung (1920) (Socialismo: un análisis)